# Osong-eup
Osong-eup (koreanska: 오송읍) är en köping i stadsdistriktet Heungdeok-gu i kommunen Cheongju i Sydkorea.
Den ligger i provinsen Norra Chungcheong, i den centrala delen av landet, 110 km söder om huvudstaden Seoul.
I Osong ligger järnvägsstationen Osong på höghastighetsjärnvägen KTX och på Chungbuk-linjen. 